# 일본사 시대 구분표
일본사 시대 구분표(일본어: 日本史時代区分表)는 일본사 각 시대의 관계를 나타낸 표이다. 많은 시대의 시기(始期)·종기(終期)에 관해서는 다른 설이 있다.
| 서기력                          | 오키나와                                 | 홋카이도                                  | 혼슈·시코쿠·규슈                                                   | 혼슈·시코쿠·규슈                                       | 문화                                     |           |
| ------------------------------- | ---------------------------------------- | ----------------------------------------- | ------------------------------------------------------------------ | ------------------------------------------------------ | ---------------------------------------- | --------- |
| 수십만년 전 \| 약 일만년 전     | 구석기 시대                              | 구석기 시대                               | 구석기 시대                                                        | 구석기 시대                                            | 구석기 문화                              |           |
| 약 일만년 전 \| 약 6천년 전     |                                          | 조몬 시대 (약 12000년 전 \| 기원전 3세기) | 조몬 시대 (약 12000년 전 \| 기원전 3세기)                          | 조몬 시대 (약 12000년 전 \| 기원전 3세기)              | 조몬 문화                                |           |
| 약 6천년 전 \| 기원전 4세기     | 가이즈카 시대 (약 6000년 전 \| 12세기)   | 조몬 시대 (약 12000년 전 \| 기원전 3세기) | 조몬 시대 (약 12000년 전 \| 기원전 3세기)                          | 조몬 시대 (약 12000년 전 \| 기원전 3세기)              | 조몬 문화                                |           |
| 기원전 3세기                    | 가이즈카 시대 (약 6000년 전 \| 12세기)   | 조쿠조몬 시대 (2세기 \| 7세기)            | 야요이 시대 (기원전 3세기 \| 3세기)                                | 야요이 시대 (기원전 3세기 \| 3세기)                    | 야요이 문화                              |           |
| 기원전 2세기                    | 가이즈카 시대 (약 6000년 전 \| 12세기)   | 조쿠조몬 시대 (2세기 \| 7세기)            | 야요이 시대 (기원전 3세기 \| 3세기)                                | 야요이 시대 (기원전 3세기 \| 3세기)                    | 야요이 문화                              |           |
| 기원전 1세기                    | 가이즈카 시대 (약 6000년 전 \| 12세기)   | 조쿠조몬 시대 (2세기 \| 7세기)            | 야요이 시대 (기원전 3세기 \| 3세기)                                | 야요이 시대 (기원전 3세기 \| 3세기)                    | 야요이 문화                              |           |
| 1세기                           | 가이즈카 시대 (약 6000년 전 \| 12세기)   | 조쿠조몬 시대 (2세기 \| 7세기)            | 야요이 시대 (기원전 3세기 \| 3세기)                                | 야요이 시대 (기원전 3세기 \| 3세기)                    | 야요이 문화                              |           |
| 2세기                           | 가이즈카 시대 (약 6000년 전 \| 12세기)   | 조쿠조몬 시대 (2세기 \| 7세기)            | 야요이 시대 (기원전 3세기 \| 3세기)                                | 야요이 시대 (기원전 3세기 \| 3세기)                    | 야요이 문화                              |           |
| 3세기                           | 가이즈카 시대 (약 6000년 전 \| 12세기)   | 조쿠조몬 시대 (2세기 \| 7세기)            | 야요이 시대 (기원전 3세기 \| 3세기)                                | 야요이 시대 (기원전 3세기 \| 3세기)                    | 야요이 문화                              |           |
| 4세기                           | 가이즈카 시대 (약 6000년 전 \| 12세기)   | 조쿠조몬 시대 (2세기 \| 7세기)            | 고훈 시대 (3세기 후반·4세기 초 \| 7세기 후반·8세기 초)             | 고훈 시대 (3세기 후반·4세기 초 \| 7세기 후반·8세기 초) | 고훈 문화                                | 고훈 문화 |
| 5세기                           | 가이즈카 시대 (약 6000년 전 \| 12세기)   | 조쿠조몬 시대 (2세기 \| 7세기)            | 고훈 시대 (3세기 후반·4세기 초 \| 7세기 후반·8세기 초)             | 고훈 시대 (3세기 후반·4세기 초 \| 7세기 후반·8세기 초) | 고훈 문화                                | 고훈 문화 |
| 6세기                           | 가이즈카 시대 (약 6000년 전 \| 12세기)   | 조쿠조몬 시대 (2세기 \| 7세기)            | 고훈 시대 (3세기 후반·4세기 초 \| 7세기 후반·8세기 초)             | 고훈 시대 (3세기 후반·4세기 초 \| 7세기 후반·8세기 초) | 고훈 문화                                | 고훈 문화 |
| 7세기                           | 가이즈카 시대 (약 6000년 전 \| 12세기)   | 조쿠조몬 시대 (2세기 \| 7세기)            | 아스카 시대 (6세기 말 - 701년)                                     | 아스카 시대 (6세기 말 - 701년)                         | 아스카 문화                              |           |
| 7세기                           | 가이즈카 시대 (약 6000년 전 \| 12세기)   | 사쓰몬 시대 (7세기 - 13세기)              | 아스카 시대 (6세기 말 - 701년)                                     | 아스카 시대 (6세기 말 - 701년)                         | 하쿠호 문화                              |           |
| 8세기                           | 가이즈카 시대 (약 6000년 전 \| 12세기)   | 사쓰몬 시대 (7세기 - 13세기)              | 나라 시대 (710년 - 794년)                                          | 나라 시대 (710년 - 794년)                              | 덴포 문화                                |           |
| 9세기                           | 가이즈카 시대 (약 6000년 전 \| 12세기)   | 사쓰몬 시대 (7세기 - 13세기)              | 헤이안 시대 (794년 - 1185년)                                       | 헤이안 시대 (794년 - 1185년)                           | 고닌·조칸 문화 고쿠후 문화 인세이키 문화 |           |
| 10세기                          | 가이즈카 시대 (약 6000년 전 \| 12세기)   | 사쓰몬 시대 (7세기 - 13세기)              | 헤이안 시대 (794년 - 1185년)                                       | 헤이안 시대 (794년 - 1185년)                           | 고닌·조칸 문화 고쿠후 문화 인세이키 문화 |           |
| 11세기                          | 가이즈카 시대 (약 6000년 전 \| 12세기)   | 사쓰몬 시대 (7세기 - 13세기)              | 헤이안 시대 (794년 - 1185년)                                       | 헤이안 시대 (794년 - 1185년)                           | 고닌·조칸 문화 고쿠후 문화 인세이키 문화 |           |
| 12세기                          | 구스쿠 시대 (12세기 - 14세기)            | 사쓰몬 시대 (7세기 - 13세기)              | 가마쿠라 시대 (1185년 - 1333년)                                    | 가마쿠라 시대 (1185년 - 1333년)                        | 가마쿠라 문화                            |           |
| 13세기                          | 구스쿠 시대 (12세기 - 14세기)            | 아이누 시대                               | 가마쿠라 시대 (1185년 - 1333년)                                    | 가마쿠라 시대 (1185년 - 1333년)                        | 가마쿠라 문화                            |           |
| 14세기                          | 구스쿠 시대 (12세기 - 14세기)            | 아이누 시대                               | 가마쿠라 시대 (1185년 - 1333년)                                    | 가마쿠라 시대 (1185년 - 1333년)                        | 가마쿠라 문화                            |           |
| 산잔 시대 (14세기 - 1429년)     | 겐무 신정(1333년 - 1335년)               | 겐무 신정(1333년 - 1335년)                |                                                                    |                                                        |                                          |           |
| 산잔 시대 (14세기 - 1429년)     | 무로마치 시대 (1336년 - 1573년)          | 아이누 시대                               | 난보쿠초 시대 (1336년 - 1392년)                                    | 기타야마 문화                                          |                                          |           |
| 15세기                          | 무로마치 시대 (1336년 - 1573년)          | 아이누 시대                               | 제1쇼씨 왕조 (1429년 - 1469년)                                     |                                                        |                                          |           |
| 16세기                          | 무로마치 시대 (1336년 - 1573년)          | 아이누 시대                               | 제2쇼씨 왕조 (1469년 - 1879년) · 사쓰마번의 지배 (1609년 - 1872년) | 센고쿠 시대 (1493년 - 1573년)                          | 히가시야마 문화                          |           |
| 16세기                          | 아즈치모모야마 시대 (1573년 - 1603년)    | 아즈치모모야마 시대 (1573년 - 1603년)     | 제2쇼씨 왕조 (1469년 - 1879년) · 사쓰마번의 지배 (1609년 - 1872년) | 모모야마 문화                                          |                                          |           |
| 17세기                          | 에도 시대 (1603년 - 1868년)              | 에도 시대 (1603년 - 1868년)               | 에도 시대 (1603년 - 1868년)                                        | 간에이 문화                                            |                                          |           |
| 18세기                          | 에도 시대 (1603년 - 1868년)              | 에도 시대 (1603년 - 1868년)               | 에도 시대 (1603년 - 1868년)                                        | 겐로쿠 문화                                            |                                          |           |
| 19세기                          | 에도 시대 (1603년 - 1868년)              | 에도 시대 (1603년 - 1868년)               | 에도 시대 (1603년 - 1868년)                                        | 가세이 문화                                            |                                          |           |
| 19세기                          | 메이지 시대 (1868년 - 1912년)            | 메이지 시대 (1868년 - 1912년)             | 메이지 시대 (1868년 - 1912년)                                      | 메이지 시대 (1868년 - 1912년)                          | 문명개화                                 |           |
| 20세기                          | 다이쇼 시대 (1912년 - 1926년)            | 다이쇼 시대 (1912년 - 1926년)             | 다이쇼 시대 (1912년 - 1926년)                                      | 다이쇼 시대 (1912년 - 1926년)                          |                                          |           |
| 20세기                          | 쇼와 시대 (1926년 - 1989년)              |                                           |                                                                    |                                                        |                                          |           |
| 20세기                          | 미국 통치 시대 (1945년 - 1972년)         |                                           |                                                                    |                                                        |                                          |           |
| 20세기                          |                                          |                                           |                                                                    |                                                        |                                          |           |
| 20세기                          | 헤이세이 시대 (1989년 - 2019년 4월 30일) |                                           |                                                                    |                                                        |                                          |           |
| 21세기                          |                                          |                                           |                                                                    |                                                        |                                          |           |
| 레이와 시대 (2019년 5월 1일 - ) |                                          |                                           |                                                                    |                                                        |                                          |           |

## 같이 보기
- 일본의 역사
- 일본의 연호
- 화력 (역법)